# Hitoribocchi no marumaruseikatsu
Hitoribocchi no marumaruseikatsu (ひとりぼっちの○○生活?, Hitoribocchi no marumaru seikatsu) è un manga scritto e disegnato da Katsuwo che ha incominciato la serializzazione nella rivista Dengeki Daioh g di ASCII Media Works dal 27 settembre 2013 al 27 aprile 2021. Dal fumetto è stata tratta una serie televisiva anime prodotta dallo studio C2C e trasmessa dal 5 aprile al 21 giugno 2019.

## Trama
Bocchi Hitori è una ragazza che soffre di ansia sociale, cosa che le rende difficile parlare con gli altri. Ormai vicina al suo ingresso alle medie, la sua unica amica Kai Yawara, che frequenterà una scuola diversa, dice a Bocchi che romperà la loro amicizia finché lei non riuscirà a fare amicizia con tutta la sua classe, entro però la fine delle medie. Così, Bocchi si sforzerà di fare amicizia con tutti i suoi compagni di classe, prima del diploma delle medie.

## Personaggi
Bocchi Hitori (一里 ぼっち?, Hitori Bocchi)
Doppiata da: Chisaki Morishita
È una ragazza che soffre di ansia sociale e ha pertanto difficoltà nel parlare e relazionarsi con le altre persone. Quando la sua unica amica Kai decide di interrompere la loro amicizia, si prende l'impegno di cercare di fare amicizia con ogni suo compagno di classe, nonostante di solito svenga o soffra di nausea quando ci prova. Il suo nome deriva dall'espressione "tutta sola" (ひとりぼっち?, hitoribocchi) in giapponese.
Nako Sunao (砂尾 なこ?, Sunao Nako)
Doppiata da: Minami Tanaka
È la prima ragazza con cui Bocchi stringe amicizia una volta entrata alle scuole medie. Il suo nome deriva dall'espressione "bambina onesto" (素直な子?, sunao na ko).
Aru Honshō (本庄 アル?, Honshō Aru)
Doppiata da: Akari Kitō
È la vice rappresentante della classe di Bocchi. Il suo nome deriva dall'espressione "avere una natura nascosta" (本性ある?, honshō aru).
Sotca Luckythar (ソトカ・ラキター?, Sotoka Rakitā)
Doppiata da: Yūko Kurose
È una compagna di classe di Bocchi proveniente da un'altra nazione e considera sé stessa una ninja. Il suo nome deriva da "venire da fuori" (外から来た?, soto kara kita).
Kako Kurai (倉井 佳子?, Kurai Kako)
Doppiata da: Kana Ichinose
Il rappresentante disciplinare nella scuola di Bocchi, il cui nome deriva da "passato oscuro" (暗い過去?, kurai kako).
Ito Kurie (栗枝 衣抄?, Kurie Ito)
Compagna di classe di Bocchi e bibliotecaria della scuola. Timida come Bocchi, il suo nome deriva da "creare" (クリエイト?, kurieito).
Peko Onaka (尾中 ペコ?, Onaka Peko)
Compagna di classe di Bocchi adorante i dolci e il cui nome deriva da "molto affamata" (お腹ペコペコ?, onaka pekopeko).
Hanako Yamada (山田 花子?, Yamada Hanako)
Compagna di classe di Bocchi e membro del club scolastico di tennis.
Ino Kawai (河合 依乃?, Kawai Ino)
Insegnante dell'homeroom nella classe di Bocchi e il cui nome deriva da "quella carina" (かわいいの?, kawaii no).
Mayo Ojōsa (小篠咲 真世?, Ojōsa Mayo)
È una compagna di classe di Bocchi di famiglia ricca e il cui nome deriva dall'espressione "Sono una ragazza ricca" (お嬢さまよ?, ojō-sama yo).
Nosaki Futago (二子 乃咲?, Futago Nosaki)
Compagna di Bocchi e sorella gemella maggiore di Notsugi, cui è solita riferirsi con "Saki". Il suo nome deriva da "la gemella maggiore" (双子の先?, futago no saki).
Notsugi Futago (二子 乃継?, Futago Notsugi)
Compagna di Bocchi e sorella gemella minore di Nosaki, cui è solita riferirsi con "Tsugu" e considerare la sua voce troppo chiassosa. Il suo nome deriva da "la gemella minore" (双子の次?, futago no tsugi).
Rau Minagawa (美奈川 らう?, Minagawa Rau)
Compagna di classe di Bocchi, nella quale ne è considerata la più popolare. Le altre studentesse la chiamano "Mīna". Canta brutte canzoni con voce molto alta e frequentava la stessa scuola elementare di Kō Futō, sua unica amica all'epoca. Dato che Kō si è rifiutata di andare a scuola, ha cercato di rendere le lezioni più divertenti per non far sentire la propria amica a disagio. Il suo nome deriva dalla frase "tutti quanti ridono" (皆が笑う?, mina ga warau).
Kō Futō (布藤 香?, Futō Kō)
Compagna di classe di Bocchi che si rifiuta di andare a scuola e il cui nome deriva da "assenza ingiustificata" (不登校?, futōkō).
Teruyo Oshie (押江 照代?, Oshie Teruyo)
Doppiata da: Minami Takahashi
L'insegnante homeroom della classe di Bocchi che è chiamata "Teru-chan" dai suoi studenti. Ha paura di Nako. Il suo nome è derivato da "sto insegnando" (教えてるよ?, oshieteru yo).
Kai Yawara (八原 かい?, Yawara Kai)
Doppiata da: Konomi Kohara
Amica di Bocchi sin dalle elementari. Preoccupata per la ansia sociale di Bocchi dopo esser finita in una scuola media differente, decide di interrompere la loro amicizia per spronarla a farsi nuovi amici. Il suo nome deriva dalla parola "morbido" (やわらかい?, yawarakai).

## Media

### Manga
Scritto e disegnato da Katsuwo, il manga è serializzato sulla rivista Comic Dengeki Daioh "g" di ASCII Media Works dal 27 settembre 2013 al 27 aprile 2021. Al 27 gennaio 2021, i capitoli della serie sono stati raccolti in sette volumi tankōbon.

### Anime

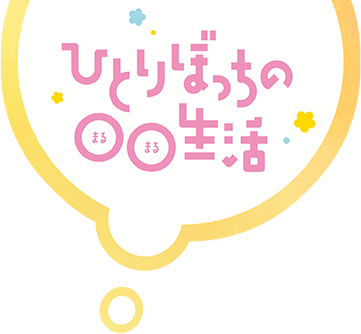
Logo della serie

Una serie televisiva anime ispirata al manga fu annunciata in coda alla messa in onda dell'episodio finale di Mitsuboshi colors, anime basato su un omonimo fumetto dello stesso autore, trasmesso il 25 marzo 2018. La serie è diretta da Takebumi Anzai e scritta da Jukki Hanada, con le animazioni dello studio C2C. Kii Tanaka ha delineato il design dei personaggi e ha ricoperto il ruolo di direttore capo delle animazioni. Ryuichi Takada e Hidekazu Tanaka hanno composto invece la colonna sonora dell'anime. La serie verrà trasmessa a partire dal 5 aprile 2019 nel contenitore per anime notturno Animeism su MBS, per approdare poi su TBS, BS-TBS e infine su AT-X. Ad interpretare il brano usato come sigle di apertura dell'anime, "Hitori Bocchi no Monologue", sono le doppiatrici Chisaki Morishita, Minami Tanaka, Akari Kitō e Yūko Kurose, accreditate sotto il nome dei loro ruoli da loro ricoperti nella serie. La sigla di chiusura "Ne, Issho ni Kaero" è invece cantato dalla sola Chisaki Morishita sempre sotto il nome del proprio personaggio doppiato. Le due canzoni verranno entrambe pubblicate nei corrispettivi singoli CD il 29 maggio 2019. L'anime è pubblicato in simulcast sulla piattaforma streaming Crunchyroll per tutto il mondo ad eccezione dell'Asia, anche coi sottotitoli in italiano.